# Tzeltal (volk)
De Tzeltal een Mayavolk woonachtig in de staat Oaxaca in het zuiden van Mexico. Er leven 384.074 Tzeltal in Mexico.
De Tzeltal zijn nauw verwant aan de Tzotzil, met wie zij een groot deel van hun geschiedenis deelden. In het verleden zijn er vele opstanden van Tzotzil en Tzeltal tegen de Spaanse koloniale autoriteiten geweest. De Tzeltal zijn een landbouwvolk, ze verbouwen onder andere maïs, bonen, pompoenen, maniok en chilipepers. Zij staan ook bekend om hun handnijverheid.